# Anopheles nitidus
Anopheles nitidus este o specie de țânțari din genul Anopheles, descrisă de Harrison, Scanlon și Reid în anul 1973. Conform Catalogue of Life specia Anopheles nitidus nu are subspecii cunoscute.